# هبة عبد العزيز (ممثلة مغربية)
هبة عبد العزيز، ممثلة مغربية تعيش في السعودية. بدايتها كانت من خلال المسرح بسن صغيرة بعام 2004.

## أعمالها

### من المسلسلات
- طاش ما طاش - طاش 17 حلقة بعنوان «بهارات حارة».
- عذاب.
- هوامير الصحراء.
- غشمشم.
- أنا آسف.
- لعبة الشيطان.
- أهل البلد.

### من المسرحيات
- هالة وهلالة.[1]

## روابط خارجية
- هبة عبد العزيز على موقع قاعدة بيانات الأفلام العربية